# 닐 드럭만
닐 드럭만(영어: Neil Druckmann, 히브리어: ניל דרוקמן, 1978년 12월 5일~)은 유대계 미국인 작가, 크리레이티브 디렉터 및 프로그래머이다. 비디오 게임 개발사 너티 독에서 2020년부터 에반 웨일즈와 함께 공동사장직을, 2023년부터 크리에이티브 대표직을 임하고 있다. 대표작품으로 비디오 게임 시리즈 《언차티드》와 《더 라스트 오브 어스》가 있다.
너티 독에 인턴으로서 입사해 《잭 3 (2004)》과 《잭 X: 컴뱃 레이싱 (2005)》에 참여했으며 《언차티드: 엘도라도의 보물 (2007)》에 디자이너직을 맡았다. 《언차티드 2: 황금도와 사라진 함대 (2009)》에선 공동대표 게임 디자이너였으며 에이미 헤니그와 조쉬 셰어와 함께 각본을 맡았다. 비디오 게임 외에 모션 코믹 《언차티드: 인드라의 눈 (2009)》과 그래픽 노블 《사라와의 두 번째 기회 (2010)》와 《더 라스트 오브 어스: 아메리칸 드림즈 (2013)》을 집필했다.
드럭만은 《더 라스트 오브 어스 (2013)》 개발에 공동감독, 작가 및 크리에이티브 디렉터로서 참가했으며 이후 《더 라스트 오브 어스: 레프트 비하인드 (2014)》와 《언차티드 4: 해적왕과 최후의 보물 (2016)》에 같은 역할로 참여했다. 세 작품 모두 드럭만이 깊게 협력한 브루스 스트랠리가 기획했다. 2023년 방영된 비디오 게임 기반 드라마 《더 라스트 오브 어스》에 공동제작자로서 참여했다.

## 작품

### 비디오 게임
- 언차티드: 엘도라도의 보물
- 언차티드 2: 황금도와 사라진 함대
- 더 라스트 오브 어스 (비디오 게임)
- 언차티드 4: 해적왕과 최후의 보물
- 왓 리메인즈 오브 에디스 핀치
- 언차티드: 잃어버린 유산
- 더 라스트 오브 어스 파트 II

### 영화 및 텔레비전
- 언차티드
- 더 라스트 오브 어스